# كاشمر
كاشْمَر هي مدينة في مقاطعة كاشمر، محافظة خراسان الرضوية، إيران. عرفت قدیماً باسم كشمر، ترشیز وسلطان أباد. تقع كاشمر بالقرب من نهر ششطراز في الجزء الغربي من المحافظة، وتقع على بعد 220 كم جنوب عاصمة المحافظة مشهد، وتقع علي شرق مدينة بردسكن، وغرب تربت حيدرية، وجنوب نيسابور، وشمال غناباد. عدد سكان هذه المدينة هو الأمم المتحدة 102,282 (2016). تم تقديمها كمدينة في عام 1348 هـ.

## تاريخ
وأما اسمها فهو في الأصل كان «كاخجر» ثم تحول إلى كاشخر وبعد ذلك أصبح كاسغر وأخيراً كاشمر، وجزؤها الأول «كاش» هو في الحقيقة يعني «كاج» الذي هو شجر الصنوبر، وقد سميت بذلك لأن زرادشت غرس فيها شجرة صنوبر شاهقة عظيمة، وحسب رأي السكنة المحليين فإن هذه الشجرة كانت موجودة حتى سنة 247 هـ وعمرها آنذاك يناهو 1405 عام لكن الخليفة المتوكل العباسي أمر بقطعها. ومنذ دخول الإسلام في إيران وحتى الآونة الأخيرة كانت تسمى ترشيز لكن اسم تغير في العصر الدولة البهلوية في عهد رضا شاه أعيد اسمها السابق الموروث عن الأسلاف. تأريخ هذه المدينة عريق، حاله حال تاريخ سائر المدن التراثية القديمة في إيران ومنطقة خراسان؛ فهو حافل بالأحداث والوقائع الهامة على مر العصور، حيث توالت على إدارتها العديد من الحكومات. وفي إمبراطورية المغول تعرضت للدمار جراء هجمات تيمورلنك وجيشه، وتجدر الإشارة إلى أنها استوطنت في العهد العباسي من قبل بعض القبائل العربية الذين تسببوا بأحداث وتغييرات في واقعها طوال فترة تواجدهم هناك.

## هدايا تذكارية
الهدايا التذكارية الرئيسية لهذه المدينة هي سجاد إيراني وزبيب وعنب وزعفران وفواكه جافة وصان الحلويات.

## الأماكن التاريخية والمعالم السياحية
- قبر بير قوجد
- الجامع الكبير كاشمر
- خان أمين التجار
- ضريح حسن المدرس
- طاحونة مائية طلا أباد
- طاحونة مائية جردوك
- قلعة أتشغاه
- قلعة ريغ
- قلعة كهنة زندة جان
- مرقد حمزة الكاظم
- مرقد مرتضى الكاظم
- مرقد محمد
- مسجد حاجي جلال
- منزل دانش
- مدرسة الحاج سلطان العلماء
- صهريج حاجي نظام
- يخجال كاشمر

## العملية العسكرية
- إنزال طائرة RQ-170 الأمريكية في إيران

## أعلام
- منوتشهر إقبال
- علي رضا فغاني

## مناخ
تصنيف كوبن للمناخ مناخه على أنه مناخ شبه قاحل (BSk).
| البيانات المناخية لـكاشمر                 | البيانات المناخية لـكاشمر | البيانات المناخية لـكاشمر | البيانات المناخية لـكاشمر | البيانات المناخية لـكاشمر | البيانات المناخية لـكاشمر | البيانات المناخية لـكاشمر | البيانات المناخية لـكاشمر | البيانات المناخية لـكاشمر | البيانات المناخية لـكاشمر | البيانات المناخية لـكاشمر | البيانات المناخية لـكاشمر | البيانات المناخية لـكاشمر | البيانات المناخية لـكاشمر |
| الشهر                                     | يناير                     | فبراير                    | مارس                      | أبريل                     | مايو                      | يونيو                     | يوليو                     | أغسطس                     | سبتمبر                    | أكتوبر                    | نوفمبر                    | ديسمبر                    | المعدل السنوي             |
| ----------------------------------------- | ------------------------- | ------------------------- | ------------------------- | ------------------------- | ------------------------- | ------------------------- | ------------------------- | ------------------------- | ------------------------- | ------------------------- | ------------------------- | ------------------------- | ------------------------- |
| متوسط درجة الحرارة الكبرى °م (°ف)         | 9.5 (49.1)                | 12.4 (54.3)               | 16.8 (62.2)               | 22.3 (72.1)               | 29.2 (84.6)               | 34 (93)                   | 35.7 (96.3)               | 36.2 (97.2)               | 31.9 (89.4)               | 25.9 (78.6)               | 18.1 (64.6)               | 12 (54)                   | 23.7 (74.6)               |
| المتوسط اليومي °م (°ف)                    | 3.3 (37.9)                | 6.1 (43.0)                | 10.3 (50.5)               | 15.3 (59.5)               | 21.2 (70.2)               | 25.6 (78.1)               | 27.9 (82.2)               | 27.4 (81.3)               | 22.9 (73.2)               | 17 (63)                   | 10.3 (50.5)               | 5.3 (41.5)                | 16.1 (60.9)               |
| متوسط درجة الحرارة الصغرى °م (°ف)         | −2.9 (26.8)               | −0.1 (31.8)               | 3.9 (39.0)                | 8.4 (47.1)                | 13.3 (55.9)               | 17.3 (63.1)               | 20.2 (68.4)               | 18.6 (65.5)               | 13.9 (57.0)               | 8.2 (46.8)                | 2.6 (36.7)                | −1.4 (29.5)               | 8.5 (47.3)                |
| الهطول مم (إنش)                           | 29 (1.1)                  | 24 (0.9)                  | 31 (1.2)                  | 37 (1.5)                  | 17 (0.7)                  | 2 (0.1)                   | 0 (0)                     | 0 (0)                     | 0 (0)                     | 6 (0.2)                   | 13 (0.5)                  | 19 (0.7)                  | 178 (6.9)                 |
| المصدر: Climate-Data.org, altitude: 1057m |                           |                           |                           |                           |                           |                           |                           |                           |                           |                           |                           |                           |                           |